# Riserva naturale Colle di Licco
La riserva naturale Colle di Licco è un'area naturale protetta situata nel comune di Civitella Alfedena, in provincia dell'Aquila. La riserva occupa una superficie di 95 ettari ed è stata istituita nel 1977.

## Territorio
La riserva si trova sul versante ovest del monte Amaro di Opi.